# Richard Audoly
Richard Audoly est un nageur français né le 6 mars 1943 à Marseille. Sa spécialité est la brasse.

## Biographie
Il est membre de l'équipe de France aux Jeux olympiques d'été de 1960 à Rome où il prend part au 200 mètres brasse ; il y est éliminé lors des séries.
Il est champion de France de natation en bassin de 50 mètres sur 100 mètres brasse à l'hiver 1961 et sur 200 mètres brasse en 1960 et à l'hiver 1961, alors qu'il évolue au Cercle des nageurs de Marseille.